# 苦甜曼哈頓
《苦甜曼哈頓》（英語：Sweetbitter）是一本由美國作者史蒂芬妮·丹勒（Stephanie Danler）創作的小說，Alfred A. Knopf出版商負責出版。這是丹勒第一本出版的書籍。儘管在出版前受到催促，本書花費了作者超過七年時間而寫成，收到褒貶不一的評價。
本書內容是根據丹勒在紐約市擔任服務生的工作經歷。

## 歷史背景

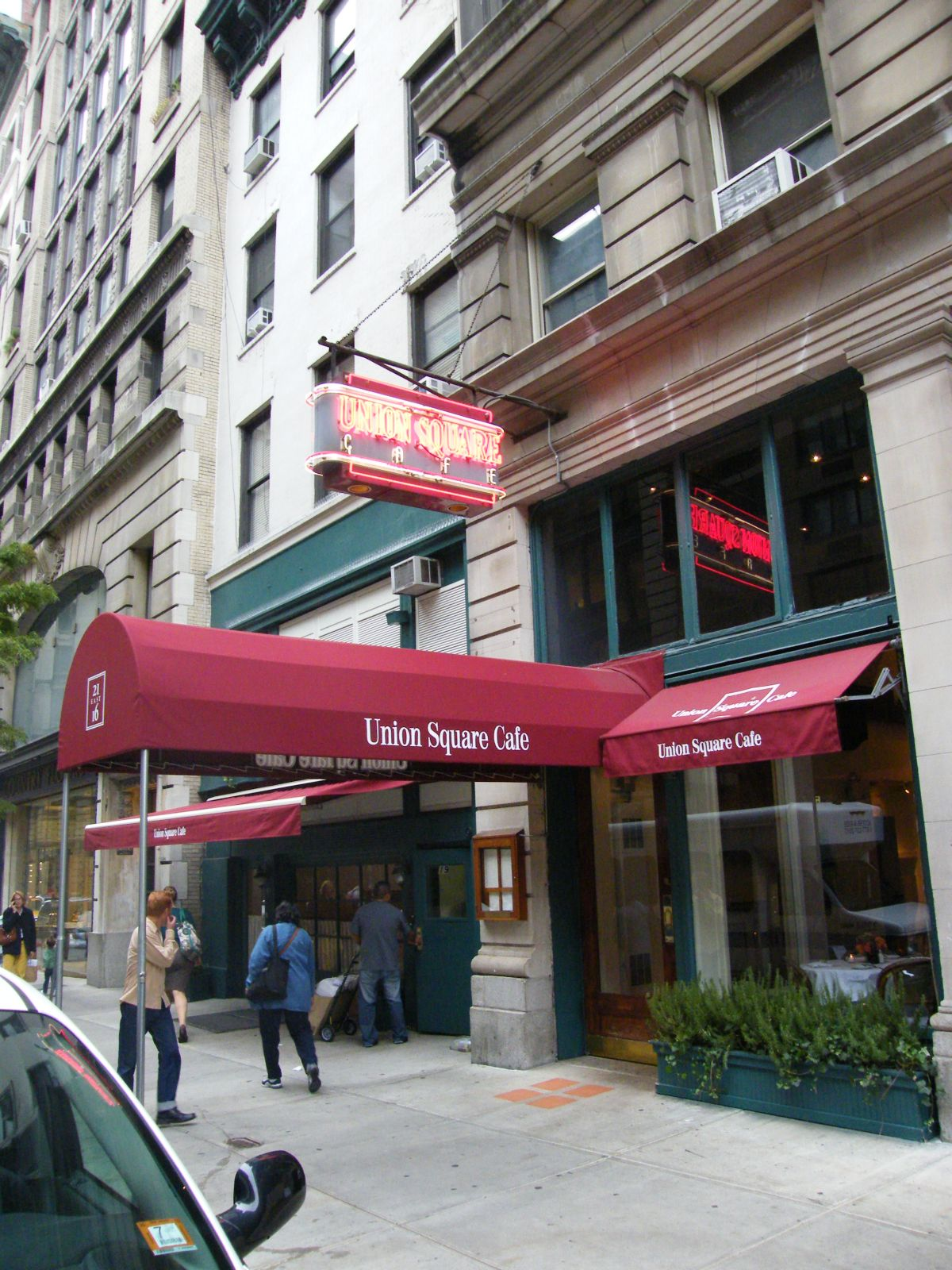
聯合廣場咖啡館的外面

這本小說是丹勒在聯合廣場咖啡館當女服務員和附近大學新學院當MFA學生時所寫的。後來，在紐約市的另一家餐廳Buvette擔任服務生時，她遇到了出版人Peter Gethers，並告訴他，她最近完成了一本書。在Gethers推薦該手稿給一位朋友後，丹勒在Alfred A. Knopf出版社收到兩本小說的六位數字合約。丹勒是其中收到大型合約以換取多本著作交易的一群作家之一。其他包括Emma Cline和Imbolo Mbue。
丹勒指出，雖然她與小說的主角Tess有許多共同之處，但是Tess「很快變得有個性，並且在我那個年紀時在許多方面的生活中過得更好，及更糟糕」，並且不完全基於她。她還說，小說的另外兩個中心角色，Jake和Simone，是完全虛構的。丹勒對照她在餐廳世界的經歷而寫她的第一本小說。

## 劇情概要
這本小說講述一名女人Tess，她從俄亥俄州移居到紐約市，在那裡她成為一個沒有任何其他生涯目標的餐廳雜工。她在城市期間，Tess在她工作的餐廳與另外兩名僱員開始了一個三角戀：Jake是一名酒保，而Simone是一名年長的服務人員，並學習了很多關於食物的事。

## 電視劇
2017年10月，Starz和B計劃娛樂開發改編該小說的電視劇，由艾拉·珀內爾飾演Tess。